# Helmut Schläger
Helmut Schläger (* 18. März 1924 in Kalsching; † 9. Juli 1969 vor Lipari) war ein deutscher Bauforscher und Pionier der Unterwasserarchäologie.

## Leben
Helmut Schläger war Sohn eines Lehrers. Er studierte Architektur  an der Technischen Hochschule München, wo Friedrich Krauss sein wichtigster Lehrer wurde. Von Krauss wurde Schläger früh zum Assistenten gemacht und auch schnell in Lehrveranstaltungen eingesetzt. Die Promotion erfolgte 1957 mit einer Arbeit zum Thema Das Westtor von Paestum (Porta Marina). Als Anerkennung für diese Arbeit erhielt er das Reisestipendium des Deutschen Archäologischen Instituts. Während dieser Zeit nahm er an der gerade initialisierten Grabung der Abteilung Rom des Deutschen Archäologischen Instituts in Rusellae teil. An diese Zeit schlossen sich mehrere Werkverträge mit dem Deutschen Archäologischen Institut an, die ihn an Ausgrabungen der Organisation teilnehmen ließen, darunter in Pergamon, auf Samos und insbesondere als Mitarbeiter Rudolf Naumanns bei der Grabung in Tacht-e Suleiman. Zudem nahm er am sogenannten Alexanderzug Erich Boehringers teil, während dessen innerhalb der zweiten Jahreshälfte 1960 versucht wurde, Stadtgründungen Alexanders des Großen aufzuspüren.
Ab Mai 1961 endete für Schläger die Zeit des unbeständigen Lebens, er wurde Referent für Baugeschichte an der Abteilung Kairo des Deutschen Archäologischen Instituts. Besonders zu nennen ist hier die von ihm begonnene Grabung in der Menas-Stadt. 1963 wurde er zum Zweiten Direktor der Abteilung Rom berufen. Bald begann er auch für italienische Wissenschaftler als Bauforscher zu arbeiten. So nahm er für Paola Zancani Montuoro Teile des Heiligtums an der Sele-Mündung auf und grub für Dinu Adamesteanu in S. Maria d’Anglona und nahm für ihn Bauten in Metapont auf. Vincenzo Tusa beauftragte Schläger mit der Rekonstruktion der Agora von Selinunt und der Untersuchung des Tempels von Segesta.
Schläger machte sich insbesondere um die Erforschung der antiken griechischen Architektur in Italien verdient. So konnte er bei seinen Forschungen zur Stadtmauer von Paestum einen Wallgraben und zudem eine vorgeschichtliche Siedlung nachweisen. In S. Maria d’Anglona konnte er nachweisen, dass Pandosia nicht am vermuteten Ort lag, wo er aber ein Heiligtum am Fuße des Berges fand. Ganz besonders ist Schlägers Name heute jedoch mit der Unterwasserarchäologie verbunden; er gilt als der eigentliche Begründer der wissenschaftlichen deutschen Unterwasserarchäologie. Er widmete sich insbesondere der Erforschung von Häfen. Hier untersuchte er beispielsweise die Häfen von Kyme, Anthedon, Side und Phaselis. Er fand gemeinsam mit seinem Assistenten Udo Graf 1969 beim letzten geplanten Tauchgang einer Untersuchung vor der Insel Lipari den Tod. Sein früher Tod verhinderte, dass er seine Forschungen in monografischer Form vorlegen konnte, doch hat er eine nennenswerte Anzahl von Aufsätzen für Fachzeitschriften verfasst. Jörg Schäfer gab Schlägers Studien 1981 in gesammelter Form heraus.

## Schriften (Auswahl)
- Phaselis. Beiträge zur Topographie und Geschichte der Stadt und ihrer Häfen, Wasmuth, Tübingen 1981 (= Istanbuler Mitteilungen. Beiheft 24) ISBN 3-8030-1723-8